# Богатир (Мелітопольський район)
Богати́р, до 1945 — Алтаги́р — село в Україні, у Якимівській селищній громаді Мелітопольського району Запорізької області. Населення становить 166 осіб. До 2017 орган місцевого самоврядування — Радивонівська сільська рада.

## Географія
Село Богатир знаходиться на правому березі Молочного лиману за 3 км нижче за течією від місця впадання в нього річки Тащенак. Село оточене лісовим масивом урочища Богатирське лісництво (дуб, сосна).

## Історія
Село відоме з 1848 року під назвою Алтагир, що в перекладі з тюркської означає «шість коней».
У 1899 році поблизу села було закладено Алтагирське лісництво.
7 (20) листопада 1917 року, відповідно до Третього Універсалу Української Центральної Ради, увійшло до складу Української Народної Республіки.
У 1945 році, після депортації кримських татар, село було перейменоване в Богатир. Однак, ця назва не прижилася, і люди продовжують називати село Алтагир.
В роки застою в селі було побудовано кілька баз відпочинку та піонерських таборів.
12 червня 2020 року, відповідно до розпорядження Кабінету Міністрів України № 713-р «Про визначення адміністративних центрів та затвердження територій територіальних громад Запорізької області», увійшло до складу Якимівської селищної громади.
19 липня 2020 року, в результаті адміністративно-територіальної реформи та ліквідації Якимівського району, село увійшло до складу Мелітопольського району.
Село тимчасово окуповане російськими військами 24 лютого 2022 року.

## Економіка
У Богатирі працює ряд дитячих оздоровчих таборів та баз відпочинку:
- ДОТ «Лелека»
- ДОТ «Алий парус»
- БО «Весна» [Архівовано 15 березня 2012 у Wayback Machine.]
- ДОТ «Хвиля» [Архівовано 16 березня 2011 у Wayback Machine.]
- ДОТ «Восток-1» [Архівовано 13 травня 2013 у Wayback Machine.]
- ДОТ «Кристал»
- Табір ім. Ю. А. Гагаріна
- Табір ім. В. В. Терешкової [Архівовано 4 березня 2016 у Wayback Machine.]
- ДОТ «Лісова пісня» [Архівовано 2 лютого 2013 у Wayback Machine.]
- ДОТ «Маяк»
- ДОТ «Меркурій»
- ДОТ «Орлятко»
- ДОТ «Світанок»
- ДОТ «Сонячний»
- ДОТ «Чайка»[6]
- ДОТ «Юність»

## Пам'ятки
Молочний лиман є основою рекреаційної індустрії Богатиря. Глибина лиману в Богатирі невелика, він швидко прогрівається сонцем, у ньому відсутні шторми. Це робить Богатир особливо привабливим місцем для відпочинку дітей. Також в лимані є виходи реліктового сірководневого бруду і блакитної глини, застосовуваних у лікувальних цілях. Через обміління, що відбуваються в останні десятиліття, Молочний лиман помітно відступив від старої берегової лінії.

### Алтагирський заказник
Лісництво знаходиться на захід і на південь від села. Його площа становить 1100 га. З 1974 року воно має статус загальнозоологічного заказника. У заказнику охороняються штучно створені серед степу лісові насадження з фауною. Тут зростають сосна, акація біла, шовковиця біла та чорна, дуб, ясен. Біля берегів лиману ростуть тамарикс і лох вузьколистий. Зустрічаються і деякі види рослин, занесені до Червоної книги України. Основні представники фауни заказника — заєць-русак та козуля, але також мешкають лисиця, куниця, дика свиня, гніздяться птахи.

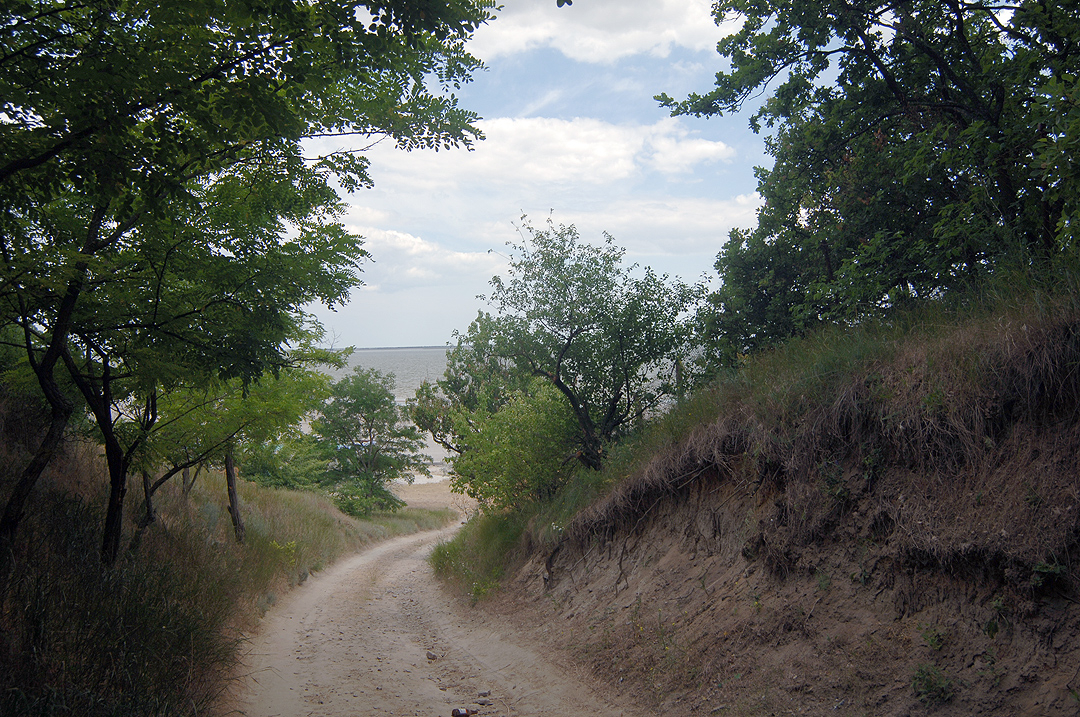
Дорога до Молочного лиману в Алтагирському лісництві
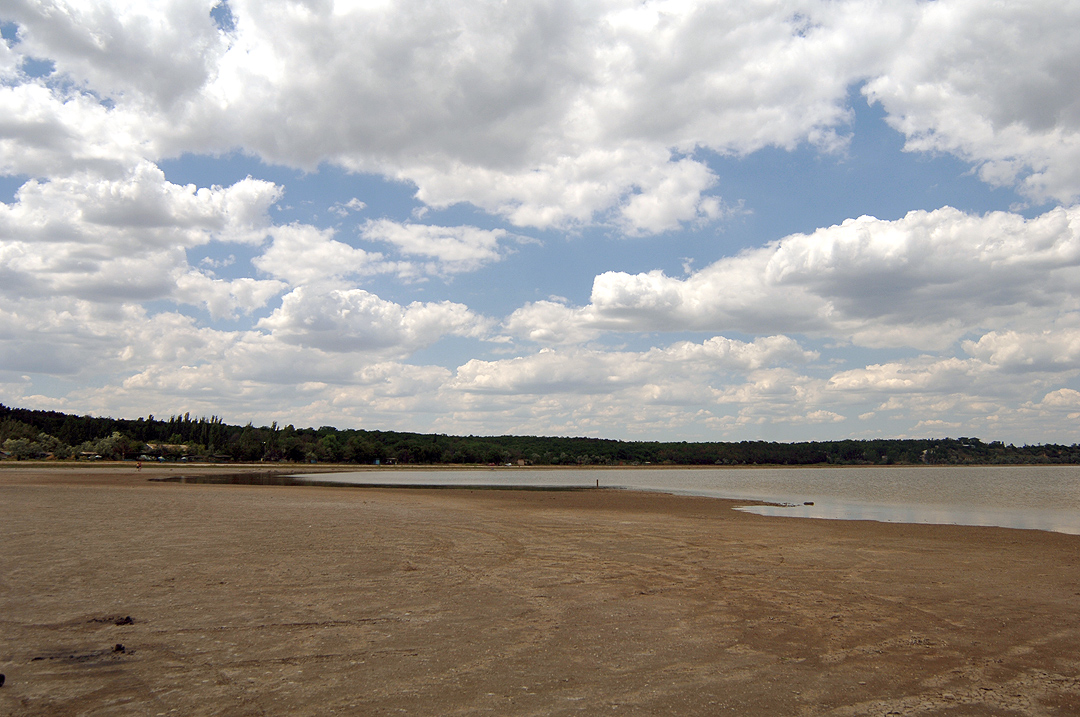
Берег Молочного лиману
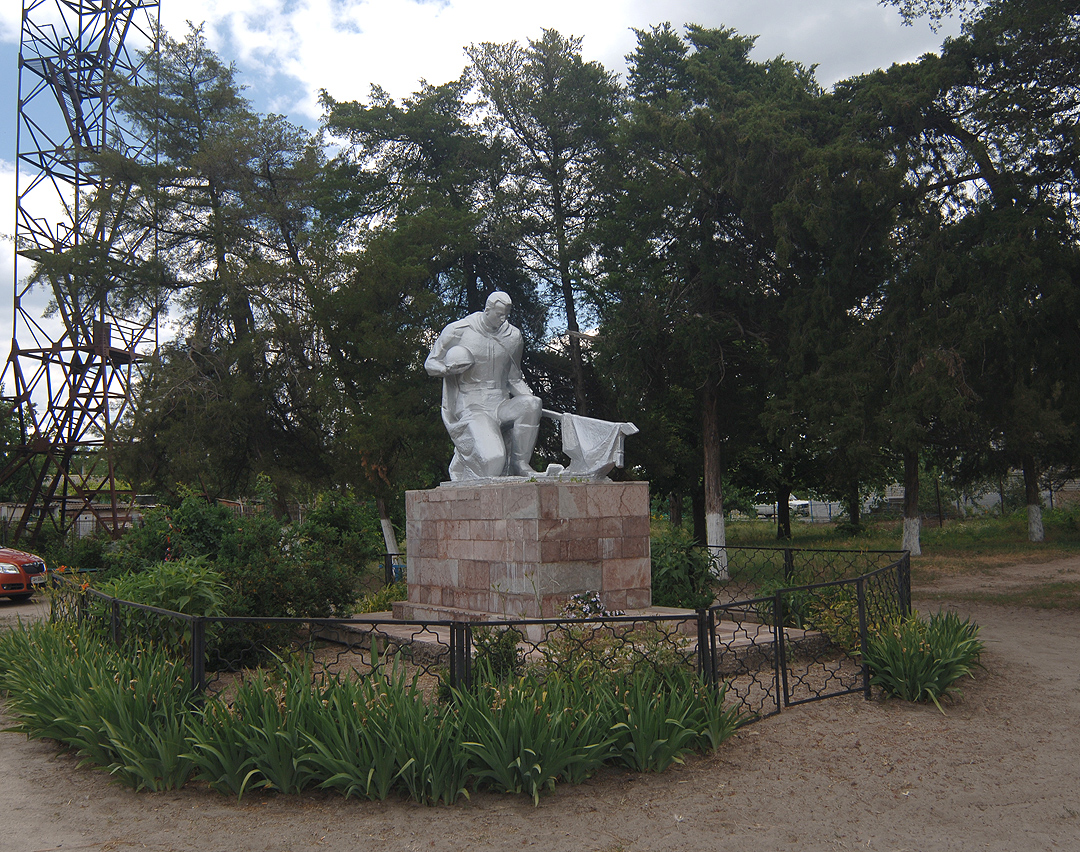
Пам'ятник жертвам ДСВ
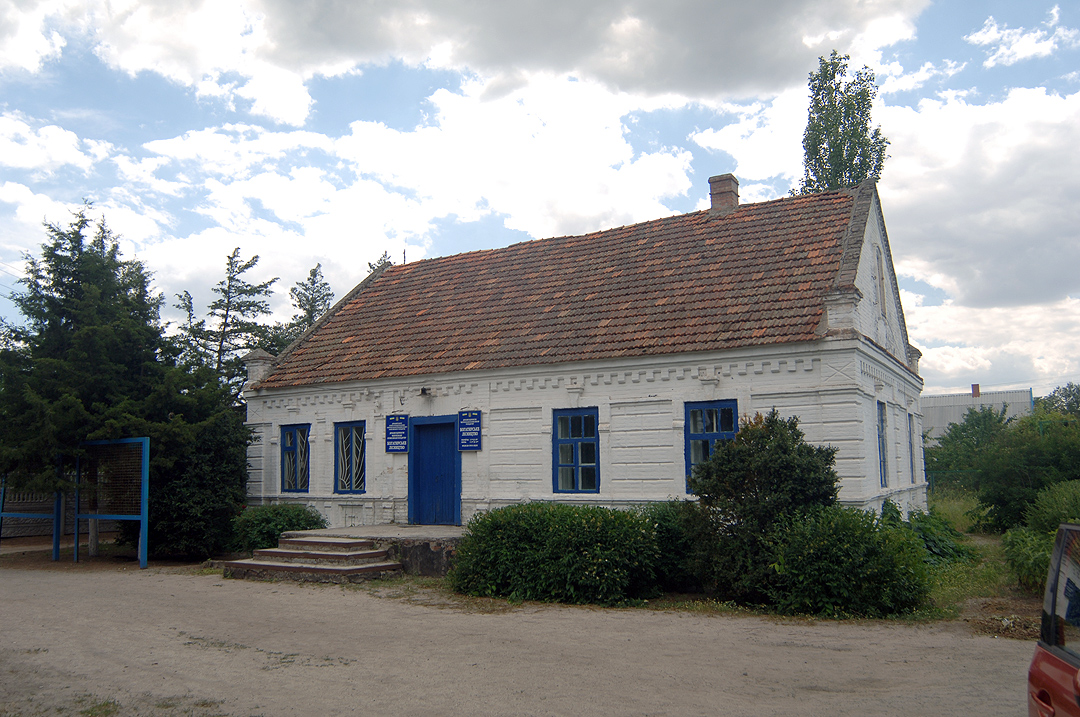
Будівля лісництва